# Noeazy
Noeazy (koreanisch 노이지) ist eine koreanische Metalcore-Band aus Daejeon, Südkorea, die 2006 gegründet wurde. Die Band versucht, die Bekanntheit des Heavy Metals und das der Rockmusik in Südkorea zu verbreiten.

## Geschichte
Die Band wurde als Studentenclub von der damaligen Studenten der KAIST im Jahr 2006 gegründet. Der Name Noeazy ist eine Kombination von den englischen Wörtern noisy ‚laut‘ und not easy ‚nicht einfach‘, stylisiert mit einem 'z' anstatt 's'.
2016 gewann die Band das koreanische Emergenza-Finale und wurde eingeladen, auf dem Taubertal-Festival in Rothenburg ob der Tauber als Vertretung für Korea zu spielen. Es war ihre erste Show in Europa.

## Diskografie

### Alben
- 2010: Discrepancy (GMC Records)
- 2012: Noeazy vs Gates of Hopeless (Zusammenarbeit mit Gates of Hopeless, GMC Records)
- 2013: Land of Abomination (GMC Records)
- 2018: Triangle (Watch Out! Records)

### EPs
- 2008: The Mirror (GMC Records)
- 2015: Bioshock

## Auszeichnungen
- 2007: KAIST Music Festival Grand Prize
- 2010: EBS SPACE July's Hello Rookie
- 2010: Ssamzi Sound Festival Sumun Gosu
- 2016: Emergenza Gewinner in Korea
- 2016: Emergenza Bester Schlagzeuger[2]